# Sumatra du Sud
Sumatra du Sud (en indonésien : Sumatera Selatan ou Sumatra Selatan, parfois abrégé Sumsel), est une province d'Indonésie située au sud de Sumatra. Sa capitale est Palembang. En 2023, elle comportait 8 889 913 habitants pour une superficie de 91 592 km2. Sa densité de population était de 97 hab./km2. Elle est bordée par les provinces de Jambi au nord, Bengkulu à l'ouest, Lampung au sud et la Mer de Java à l'est.
Sa population est multiethnique et multiculturelle mais plutôt homogène sur le plan religieux. L'islam est pratiqué par une très large majorité de la population de la province.

## Histoire
Des fouilles effectuées dans l'embouchure du fleuve Musi en aval de Palembang aux alentours de 2000 ont révélé l'existence de deux sites portuaires qui dateraient du Ier siècle apr. J.-C..
L'inscription dite de Kedukan Bukit, datée de 683 apr. J.-C. et trouvée sur l'île de Bangka à côté de Sumatra, proclame que Dapunta Hyang (souverain), à la tête de 20 000 soldats, a embarqué à bord de 1 300 -vaisseaux.
À Palembang, on a trouvé deux inscriptions. Celle dite de Talang Tuo, datée de 684, mentionne le nom de Dapunta Hyang Sri Jayanaga. Celle dite de Kota Kapur, datée de 686, est une imprécation au nom de la kadatuan (principauté) de Sriwijaya contre ceux qui violent sa loi.
Des textes arabes et chinois confirment que Sriwijaya est un État puissant qui contrôle le détroit de Malacca, à l'époque déjà une importante voie maritime internationale. La cité-Etat de Sriwijaya se trouvait à l'emplacement de l'actuelle Palembang.

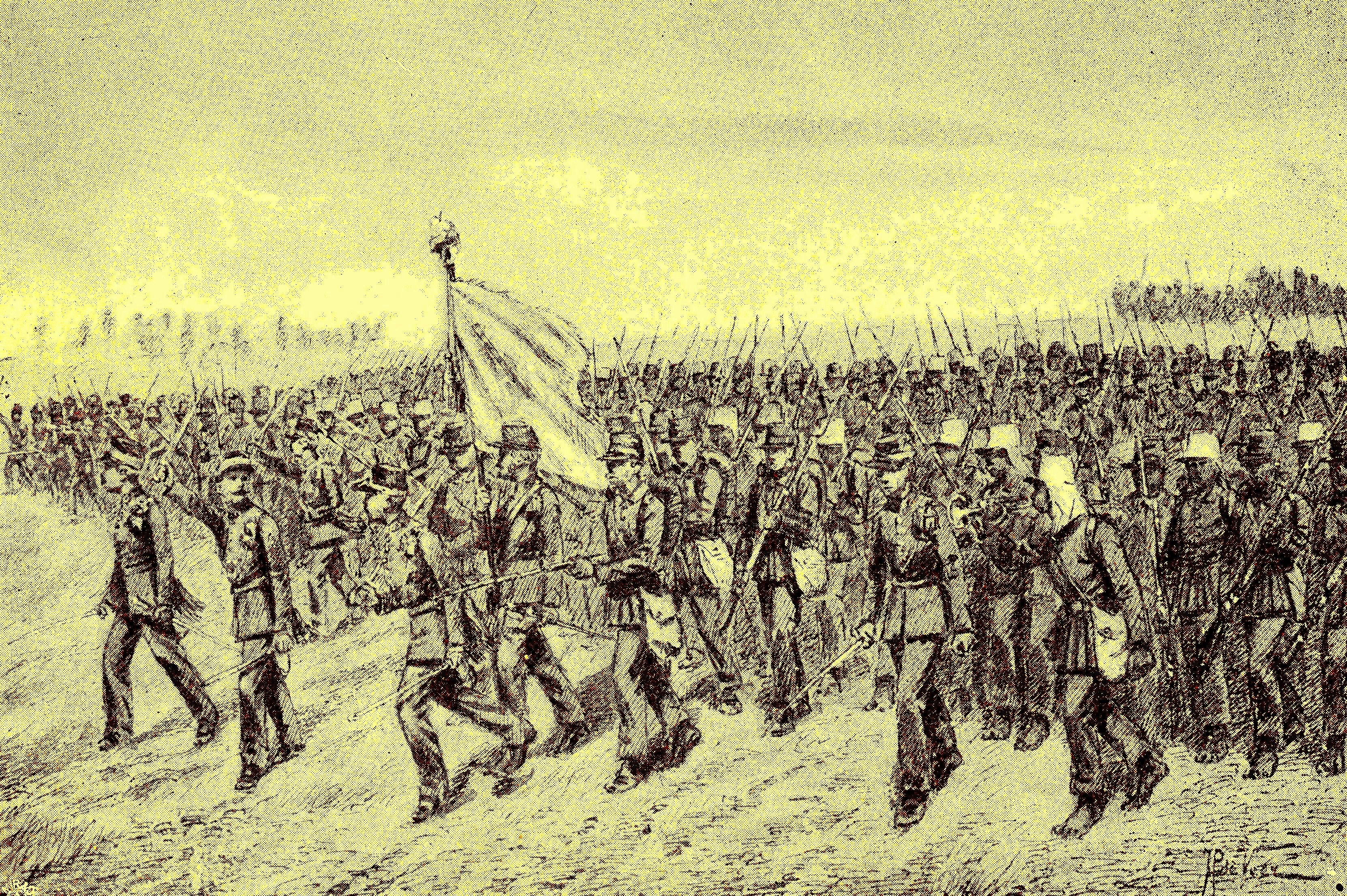
L'attaque de Penandingan par les troupes coloniales néerlandaises (1900).

### L'État de Sumatra du Sud

Drapeau de l'État de Sumatra du Sud.

Le 30 août 1948 est créé, à l'instigation des Hollandais, le Negara Sumatera Selatan (« État de Sumatra du Sud »), qui rejoint la république des États-Unis d'Indonésie formée le 14 décembre 1949. Il est incorporé à la république d'Indonésie le 24 mars 1950.

### Archéologie

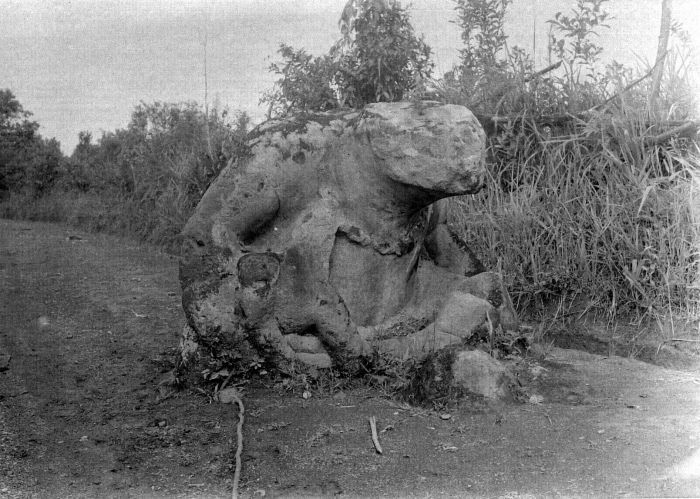
Statue mégalithique sur un chemin à Sumatra du Sud (photo prise en 1933).

On prétend que le Sud de Sumatra est la 3e région mégalithique du monde en termes de quantité. On compte ainsi plus de vingt sites sur le plateau de Pasemah dans le kabupaten de Lahat.
Le temple de Bumi Ayu est à ce jour la seule construction de la période hindou-bouddhique indonésienne connue dans la province. Situé dans le village du même nom, dans le district de Tanah Abang, à 85 km de la ville de Muara Enim, il comprend neuf sanctuaires, répartis sur une aire de 75 hectares, dont quatre ont été restaurés. Le temple est toujours l'objet d'études, notamment les inscriptions qu'on y a découvertes.

## Divisions administratives
Sumatra du Sud est subdivisée en onze kabupaten :
- Banyuasin (Pangkalan Balai)
- Empat Lawang (Tebing Tinggi)
- Lahat (Lahat)
- Muara Enim (Muara Enim)
- Musi Banyuasin (Sekayu)
- Musi Rawas (Muara Beliti Baru)
- Ogan Ilir (Indralaya)
- Ogan Komering Ilir (Kayuagung)
- Ogan Komering Ulu (Baturaja)
- Ogan Komering Ulu oriental (Martapura)
- Ogan Komering Ulu du Sud (Muaradua)

et quatre kota :
- Lubuklinggau
- Pagar Alam
- Palembang
- Prabumulih

## Population et société

### Groupes ethniques
À Sumatra du Sud, aucun groupe ethnique ne forme la majorité. Parmi les peuples natifs de la province, il y a les malais (20,54%), les palembang (9,97%), les musi (8,69%), les ogan (8,04%), les komering (4,57%), les rawas (2,46%), les enim (2,17%), les rambang (1,94%) et d'autres groupes minoritaires.
Des communautés javanaise (27,41%), soundanaise (2,19%) et balinaise (0,52%), principalement issues de la transmigration, sont présentes dans la province,.
Quelques chinois d'Indonésie (0,98%) habitent également dans la province. Ils sont principalement concentrés dans les grands centres urbains, notamment Palembang, 

### Langues
Une grande variété de langues locales et de dialectes malais sont parlés à Sumatra du Sud. Comme dans l'ensemble de l'Indonésie, l'indonésien est la seule langue officielle et véhiculaire. Elle est utilisée dans la communication interethnique, l'administration, les médias et l'enseignement.

### Religions
L'islam est pratiqué par la grande majorité de la population de Sumatra du Sud. Les musulmans de la province sont principalement sunnites de rite chaféite. Une petite minorité chrétienne aux profils ethnoculturels variés (bataks, nias, chinois, javanais, etc.) y est également présente. Il y a aussi une minorité bouddhiste principalement composée de chinois et une minorité hindoue principalement composée de balinais.

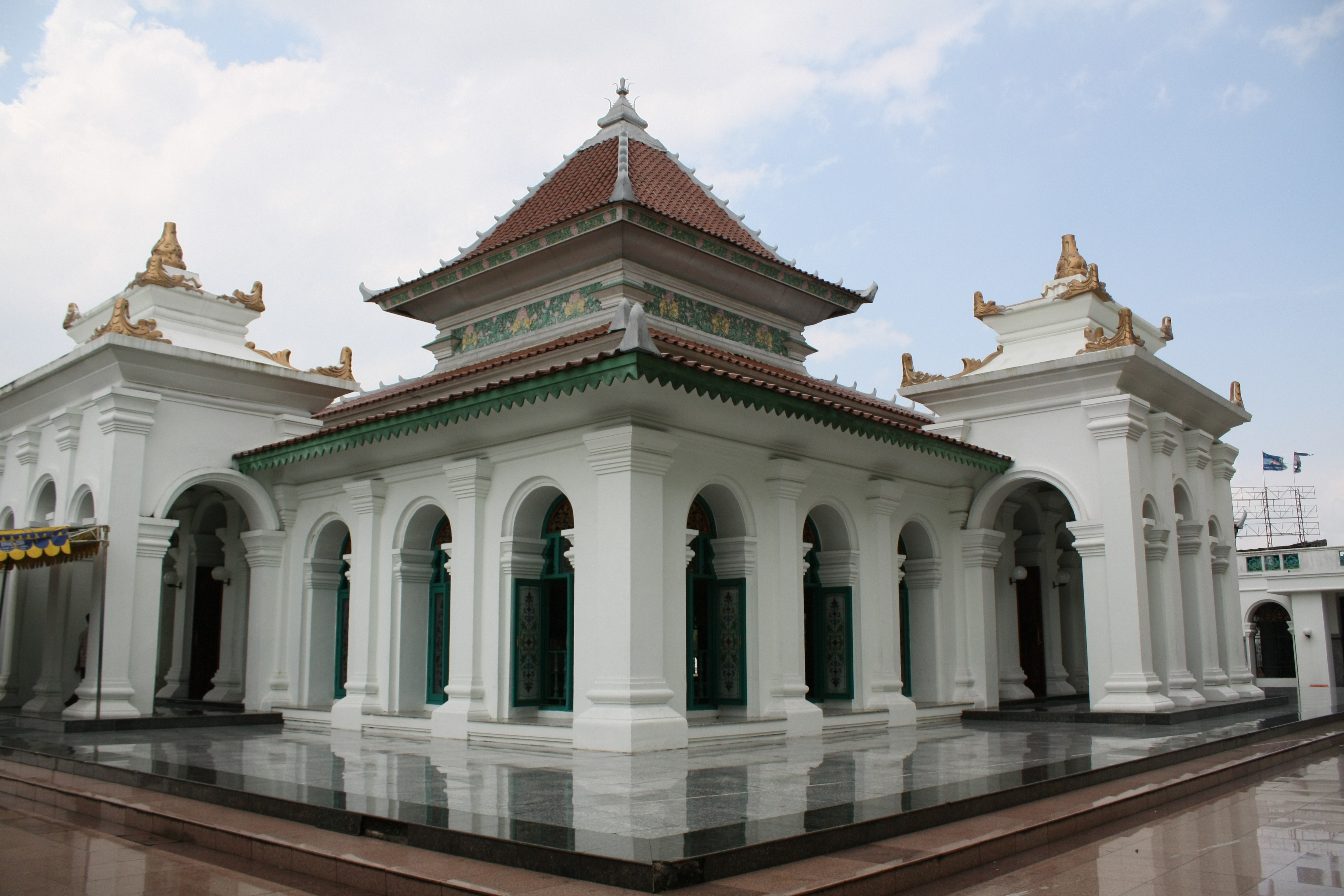
La grande mosquée Sultan Mahmud Badaruddin I de Palembang
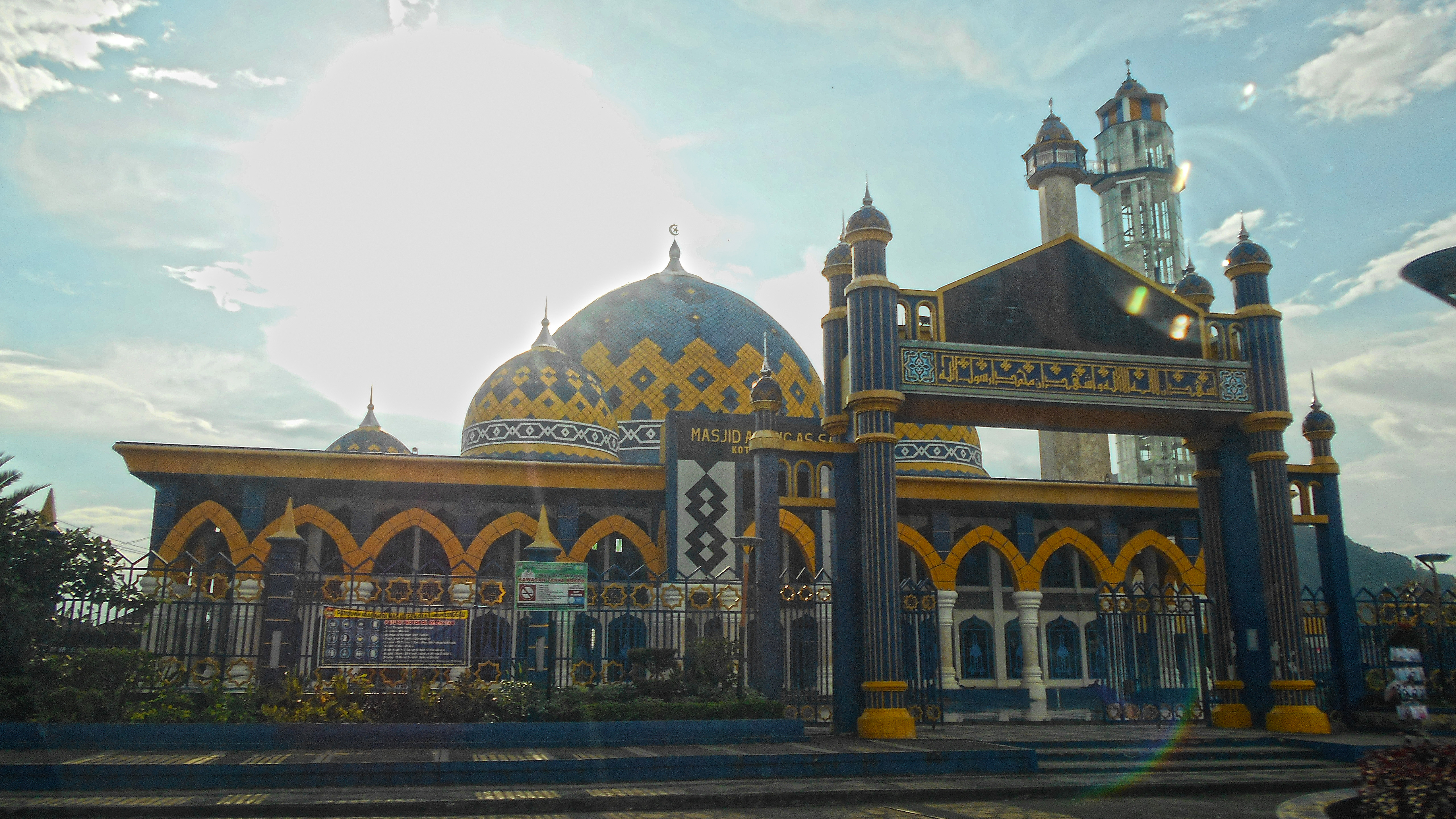
La grande mosquée as-Salam de Lubuklinggau
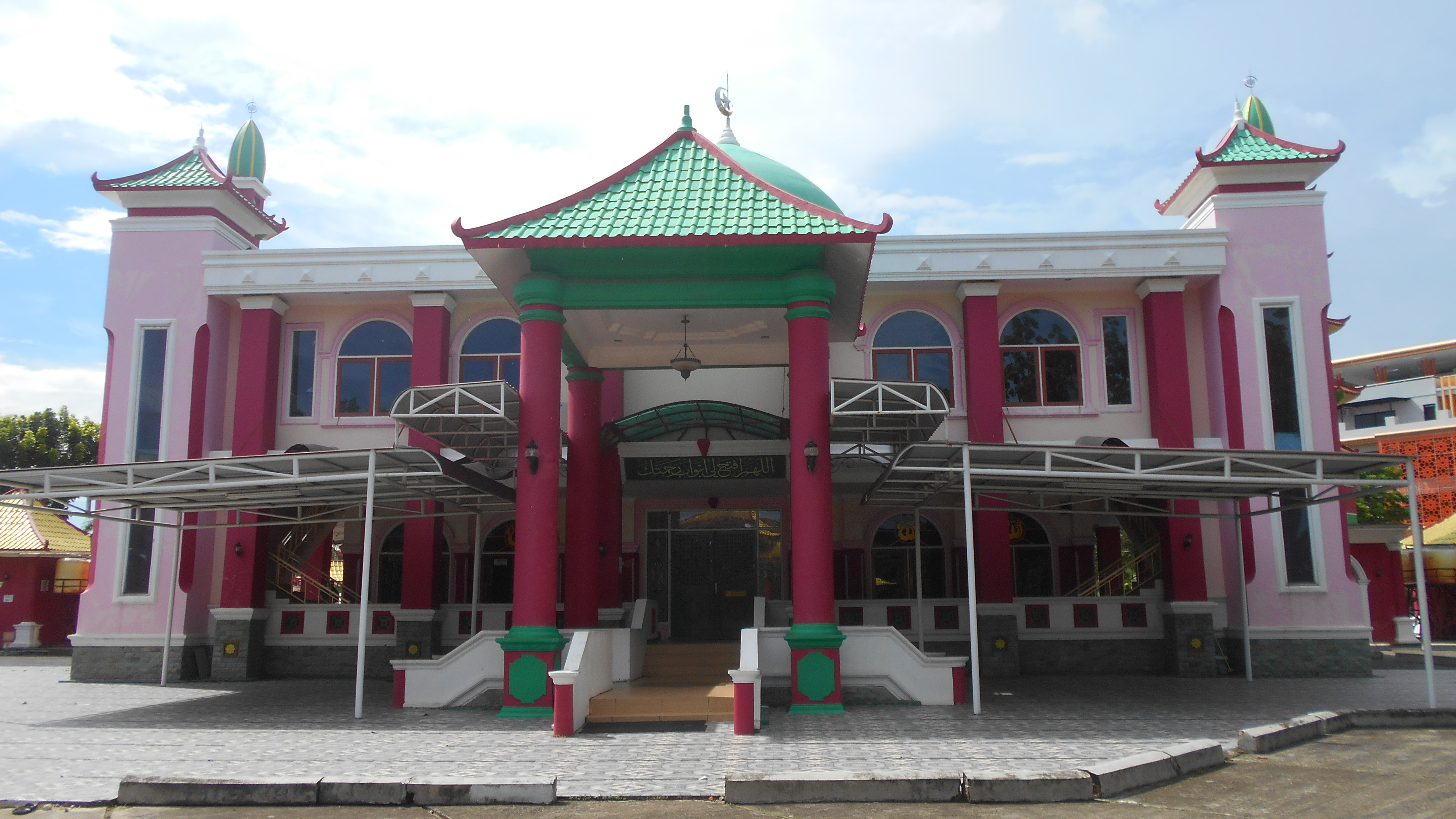
La mosquée chinoise Muhammad Cheng Hoo à Palembang
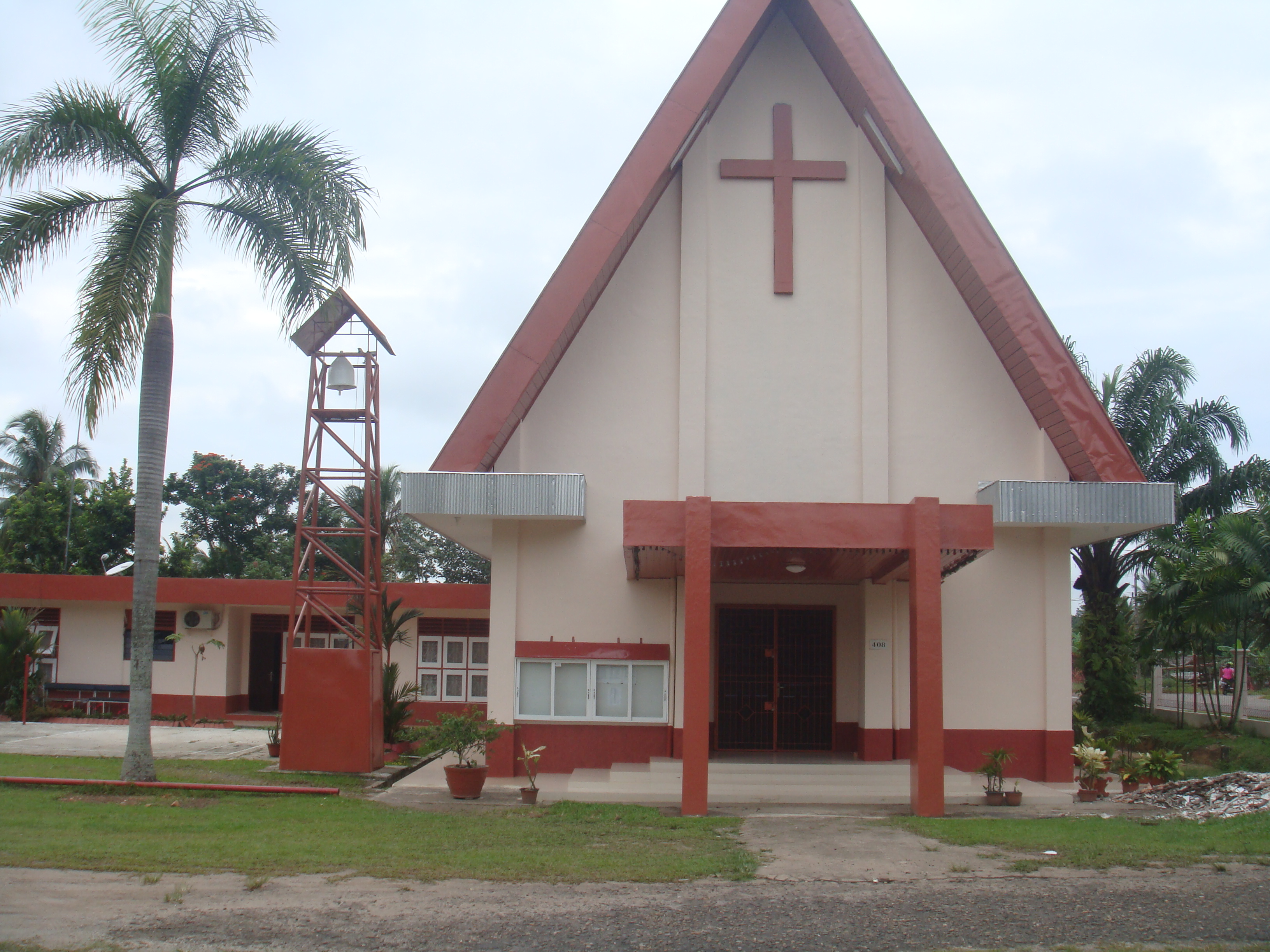
Une église protestante à Prabumulih

#### Statistiques
| Religion         | Population | %      |
| ---------------- | ---------- | ------ |
| Islam            | 8 813 264  | 97,23% |
| Christianisme    | 139 455    | 1,54%  |
| └ Protestantisme | 88 431     | 0,98%  |
| └ Catholicisme   | 51 024     | 0,56%  |
| Bouddhisme       | 67 663     | 0,75%  |
| Hindouisme       | 44 075     | 0,49%  |
| Autres           | 233        | 0,00%  |
| Total            | 9 064 690  | 100%   |